# センチュリオン (映画)
『センチュリオン』（原題: Centurion）は、2010年のイギリス映画。ニール・マーシャル監督による、古代ローマ時代のブリテンを舞台に描いたアクション映画である。紀元117年のローマ第9軍団ヒスパナの壊滅をモチーフにしている。センチュリオン(centurion)とはローマ軍の百人隊 (century)の隊長の意。

## 製作
監督は『ディセント』で、英国インディペンデント映画賞監督賞を受賞したニール・マーシャルが行った。また『HUNGER/ハンガー』で同映画祭の主演男優賞を受賞したマイケル・ファスベンダーが主人公のクイントゥス・ディアスを演じた。ほぼ無言で原住民の女戦士エテインを演じたのは、『007 慰めの報酬』でボンドガールに抜擢されたオルガ・キュリレンコ。
日本では劇場未公開。2011年1月28日に東宝からDVDソフトが発売された。

## ストーリー
西暦117年、ブリテン島では、北へ侵攻するローマ軍と、原住民ピクト族の戦いが激化していた。20年も続いた戦いに決着をつけるため、ローマ帝国はウィリルス将軍率いる第9軍団を投入する。ウィリルス将軍と第9軍団は、口がきけないピクト人の女性エテインに道案内をさせ北へ進軍する。
一方、現地の百人隊長クイントゥス・ディアスは、駐屯地でピクト族の襲撃を受け、部隊は彼を残し全滅する。捕らわれたクイントゥスは拷問を受けるが、何とか逃亡に成功し、追っ手に殺されそうなところを第9軍団に助けられる。助けられたクイントゥスは、ウィリルス将軍の右腕となり軍団に同行する。
エテインの道案内で進軍する第9軍は、谷に差し掛かったところでピクト族の待ち伏せ攻撃を受ける。地形的にも不利な軍団は壊滅的打撃を受け、ウィリルス将軍も拉致される。実はエテインは以前、ローマ軍に家族を殺され、また自身もレイプされ舌を切られていた。ローマ人に深い恨みを抱くエテインは、始めから罠に誘うために軍団へ接近していた。生き残ったクイントゥスとわずかなローマ兵は、捕らわれのウィリルス将軍を救出するため、北に向かうことにする。
クイントゥスたちは何とかピクト族の砦にたどり着くが、ウィリルス将軍の救出は失敗する。将軍は兵達を連れローマに帰るようクイントゥスに依頼し、エテインと決闘の末に戦死する。クイントゥスは将軍の遺言どおり、部下達を連れてローマ軍の砦へ向かい逃亡する。ところが息子を殺され激怒したピクト族の首領ゴーラコンは、彼らの首を取るようエテインに命じる。森で育ったエテインは、狼のように執拗に一行を追跡し、クイントゥスの部下は1人また1人と殺されていく。クイントゥスらは3人に減ったところで、ピクト族に魔女として追放された女性アリアンヌに会う。始めは彼女を信用できない3人だったが、ピクト族の追っ手が来るとアリアンヌは3人を匿い助ける。
アリアンヌに助けられた3人は、再び逃走し数日後に砦に到着するも、ローマ軍は北部の制圧を諦め撤退した後だった。そこでクイントゥスは、エテインの追っ手と対決する覚悟を決める。エテインとの戦いで追っ手を殲滅させたクイントゥスは、さらに南のローマ軍の砦に向かう。途中、わずかに生き残った部下を失い、一人で帰還したクイントゥスは、アグリコラ総督に報告に向かう。しかしローマ軍にとって敗退した第9軍団は汚点となるため、証拠隠滅のためクイントゥスは暗殺されそうになる。失意の中、クイントゥスは再び魔女のアリアンヌの元に向かう。

## キャスト
役名：俳優（ソフト版吹き替え）
- クイントゥス・ディアス：マイケル・ファスベンダー（吹替：加瀬康之）
- ウィリルス将軍：ドミニク・ウェスト（吹替：丸山壮史）
- エテイン：オルガ・キュリレンコ
- マクロス：ノエル・クラーク（吹替：古宮吾一）
- ブリック：リアム・カニンガム（吹替：中田隼人）
- ボトス：デヴィッド・モリッシー（吹替：白熊寛嗣）
- ユリウス・アグリコラ：ポール・フリーマン
- タラク：リズ・アーメッド
- タークス：JJ・フィールド（吹替：里卓哉）
- レオニダス：ディミトリー・レオニダス
- アリアンヌ：イモージェン・プーツ（吹替：上田真紗子）
- ゴーラコン：ウルリク・トムセン（吹替：小柳基）

## スタッフ
- 監督・脚本：ニール・マーシャル
- 製作：クリスチャン・コルソン、ロバート・ジョーンズ、
- 製作総指揮：ポール・スミス[1]、フランソワ・イヴェルネル、キャメロン・マクラッケン
- 撮影：サム・マッカーディ
- 美術：サイモン・ボウルズ
- 衣装：キース・マッデン
- 編集：クリス・ギル
- 音楽：イラン・エシュケリ
- 特殊メイク：ポール・ハイエット